# ماسب (أحور)

تعديل مصدري - تعديل

ماسب هي إحدى قرى عزلة أحور بمديرية أحور التابعة لمحافظة أبين، بلغ تعداد سكانها 482 نسمة حسب تعداد اليمن لعام 2004.